# Hemipenthes eversmanni
Hemipenthes eversmanni är en tvåvingeart som beskrevs av Zaitzev 1966. Hemipenthes eversmanni ingår i släktet Hemipenthes och familjen svävflugor. Inga underarter finns listade i Catalogue of Life.